# Nghĩa Thành, Thành phố Hồ Chí Minh
Nghĩa Thành là một xã thuộc Thành phố Hồ Chí Minh, Việt Nam.

## Địa lý
Xã Nghĩa Thành nằm ở phía nam huyện Châu Đức, có vị trí địa lý:
- Phía đông giáp xã Đá Bạc
- Phía tây giáp thị xã Phú Mỹ
- Phía nam giáp thành phố Bà Rịa
- Phía bắc giáp xã Suối Nghệ.

Xã có diện tích 22,12 km², dân số năm 1999 là 12.350 người, mật độ dân số đạt 558 người/km².

## Lịch sử
Xã Nghĩa Thành được thành lập vào ngày 1 tháng 2 năm 1985 trên cơ sở tách một phần diện tích và dân số của xã Suối Nghệ. Khi mới thành lập, xã thuộc huyện Châu Thành cũ.
Ngày 2 tháng 6 năm 1994, Chính phủ ban hành Nghị định 45-CP. Theo đó:
- Điều chỉnh toàn bộ 990 ha diện tích tự nhiên và 1.700 người của ấp Sông Cầu thuộc xã Hòa Long về xã Nghĩa Thành quản lý
- Chuyển xã Nghĩa Thành về huyện Châu Đức mới thành lập.

Sau khi điều chỉnh địa giới hành chính, xã Nghĩa Thành có 2.810 ha diện tích tự nhiên và 12.197 người.